# イタリア政策
イタリア政策（イタリアせいさく）とは、神聖ローマ皇帝が中世のイタリア王国に干渉した政策である。歴代皇帝がローマ皇帝またはイタリア王として進駐した。ピピンの寄進を原型とし、東方問題に発展した。

## ザクセン朝
ここでのイタリアは現在のそれとは国土の形も座標も異なり、おおよそモナコからスロベニアに横たわる北イタリア圏である。当時、ファーティマ朝の侵攻を迎撃する諸侯と、コムーネと呼ばれる都市国家に分裂していた。
イタリア政策とは、もともと東フランク王国であった神聖ローマ帝国が、中フランク王国であったイタリア王国に勢力を伸ばそうとするものである。中フランクへ執着するわけは、結果論から概ね水運である。962年、初代皇帝オットー1世の戴冠式はオランダ・ベルギー・ドイツの狭間にあるアーヘン大聖堂で挙行された。そしてライン川が国内河川となった。
イタリア政策は戴冠前から行われていた。ベレンガーリオ1世が西ローマ帝国の皇帝であったころから、マジャル人がアウクスブルクを通ってリグリア海沿岸地域とプロヴァンスへ侵攻していた。オリア地方（ドーリア家発祥地）のArduin Glaberが支援したベレンガーリオ2世はロンバルディアの鉄王冠を得て、ジェノヴァ侯国・西リグリア侯国・トリノ侯国という3つの辺境伯領を創設した。そこへ951年オットー1世がロタール2世の寡婦アーデルハイトから要請があったことを理由に遠征してきた。オットー1世はレヒフェルトの戦いで勝利し、マジャル人の北イタリア侵攻を食い止めてから、再度961年イタリアに遠征しベレンガーリオ2世を廃位した。
オストマルクを回復した972年、次代オットー2世がテオファヌと結婚し東ローマ帝国と関係をもった。オットー3世の治世、988年ロシアのウラジーミル1世が東ローマ皇妹と結婚した。同年、東ローマは修道院の新設と修道院への土地寄進を解禁しているが、ロシア正教会に権益をもつ意図があった。オットー3世のイタリア政策はローマ帝国のように、キリスト教で結ばれる地中海・黒海の水運を握る意味があった。ハインリヒ2世が行った帝国教会政策の目的は一般に諸侯の統制と解されている。しかし多様な財源を貢いで人材を教会へねじこむ手口は、時期・態様・目的がロシアと共通した。

## 中フランク継承戦争
1032年、中フランクの血筋古ヴェルフ家がルドルフ3世の死を最後に断絶した。ザーリアー朝のコンラート2世は、姻戚としてユーラブルグント王国を継承した。しかしヴェルフ＝エステ家も姻戚であった。中フランクの継承権をめぐる対立が生まれた。
皇帝ハインリヒ4世は教皇グレゴリウス7世と叙任権闘争を展開した。1122年息子の5世がヴォルムス協約を結び、教会の財産権を留保した。1133年、ロタール3世は教皇インノケンティウス2世から冠を授かり皇帝となった。
ホーエンシュタウフェン朝のコンラート3世が皇帝となってから、1140年ヴァインスベルクの戦いが起きて、教皇派と皇帝派の対立に呼称が定着した。諸侯を主勢力とする皇帝派と、ヴェルフ＝エステ家とロンバルディア同盟を主勢力とする教皇派は、キリスト教という名の地中海利用権を争ったのである。ヴェルフ＝エステ家は同家から一度だけオットー4世を皇帝に据えることができた。しかしまたホーエンシュタウフェン朝から皇帝フリードリヒ2世が出た。

## レバント・コンプレックス
大空位時代に教皇領は北へ拡大したが、それでもジェノヴァ共和国は神聖ローマの勢力下であったし、またヴェネツィア共和国は形式上ビザンツ帝国の飛び地であった。それに、シャルル・ダンジューがシチリア王国で王となっていた。その兄ルイ9世が約20年ぶりに十字軍を復活させるほどであった。ゴッタルド峠を開通させていた神聖ローマであったが、ロロにヴァイキングの撃退を任せてから北海にも勢力を伸ばしてきたフランスである。ライン川・ポー川という細い「運河」は、南北河口の制海権をフランスにおさえられていた。かつて神聖ローマが行っていたイタリア政策は主にフランスが担うようになり、アナーニ事件とアヴィニョン捕囚が起こったのである。14世紀に行われたルクセンブルク家のドイツ・イタリア政策は脅威とならなかった。
15世紀以降、皇帝を世襲するハプスブルク家がイタリア政策を放棄した。16世紀、帝国はイタリア戦争でフランスに勝利してイタリアへ干渉する機会を取り戻した。しかしマムルーク朝を滅ぼしたオスマン帝国が、イタリア戦争中に破竹の勢いで北アフリカを攻略していた。ウィーンを包囲されながらイタリアに出口を見つけたところで、貿易に酔いしれる余裕などなかった。1618年からの三十年戦争で、フランスがスウェーデンを介して神聖ローマをコントロールするようになった。
1632年、オスマン帝国が財政破綻した。1683年、神聖ローマが中フランク資本を総動員し大トルコ戦争を戦い抜いた。それからおよそ1世紀がすぎ、ナポレオンとプロイセンが神聖ローマを解体した。しかしロスチャイルドを代表とする中フランク資本は力を増してゆき、ついにはオスマン債務管理局を設置するのである。